# Koppers-Totzek-Reaktor
Der Koppers-Totzek-Reaktor ist ein in den 1940er Jahren von Friedrich Totzek, einem leitenden Ingenieur des Unternehmens Koppers, entwickelter Vergaser zur drucklosen Flugstromvergasung von Feinkohle. Der Reaktor wurde erstmals im Jahr 1952 in einem kommerziellen Verfahren eingesetzt.

## Prinzip

Prinzip des Koppers-Totzek-Verfahrens

Beim Koppers-Totzek-Reaktor handelt es sich um einen drucklosen Gleichstromvergaser zur Vergasung von feingemahlener Kohle. Eingesetzt werden alle Arten von Kohlen, eine weitere Vorbehandlung der Kohle ist nicht notwendig.
Die feine Kohle mit einer Körnung von kleiner als 0,1 Millimeter wird mit Wasser und Sauerstoff mit hoher Geschwindigkeit seitlich in den Reaktor eingespeist. Hohe Geschwindigkeiten sind nötig, um einen Rückschlag der Flamme zu vermeiden. Die Verweilzeit der Kohle im Reaktor beträgt nur wenige Sekunden. Das Rohgas verlässt den Reaktor oben, die Asche fällt flüssig im Reaktorboden an und wird in einem Wasserbad granuliert. Das Wasserbad am Boden des Reaktors dient auch als Gassperre für die Reaktionsgase. Der Vergaser ist mit einem Kühlwassermantel ausgerüstet, in dem Niederdruckdampf erzeugt wird.
Die Anlage ist als Zwei- oder Vierkopfvergaser ausgeführt. Die in den Köpfen erzeugten Flammen lenken sich gegenseitig nach oben ab. Dabei wird bei Temperaturen von 1600 bis 1800 °C die Kohle in einer Flugstaubflamme vergast. Am Reaktorausgang beträgt die Gastemperatur immer noch 1500 °C. Dort wird Quenchwasser eingespeist, um die Temperatur auf circa 900 °C zu senken und das Anbacken der flüssigen Asche zu vermeiden. Im nachfolgenden Röhrenkühler wird Hochdruckdampf erzeugt.
Wegen der hohen Temperaturen fallen keine kondensierbaren Anteile an. Eine typische Gaszusammensetzung ist 60 % Kohlenmonoxid, 33 % Wasserstoff, 6 % Kohlendioxid und 1 % andere Gase. Der Anteil an Methan liegt unter 0,1 %.
Im Vergleich von Wirbelschicht-, Festbett- und Flugstaubverfahren besitzt der Koppers-Totzek-Reaktor die höchste spezifische Kapazität pro Volumeneinheit. Bei Weiterentwicklungen des Koppers-Totzek-Verfahrens, die unter Druck arbeiten, sind Durchsätze von 15 Tonnen Kohle pro Kubikmeter Reaktorvolumen und Stunde möglich.